# Charles des Astars
Charles des Astars, parfois d'Astarce, est un chevalier français, maire de Bordeaux de 1463 à 1470. Il est nommé par Louis XI, en remplacement de Jean de Lalande qu'avait installé son père à la fin de la guerre de Cent Ans. Il occupe cette fonction jusqu'à son remplacement par Jean Albun ou Aubin en 1470.

## Biographie
Charles des Astars est issu d'une famille de Villeneuve-de-Berg, en Ardèche.  
Il est notaire et secrétaire du roi jusqu'à ce qu'en 1461, Charles VII le nomme bailli du Vivarais.  
Il prend le parti du dauphin — futur Louis XI — dans sa querelle avec le roi, le soutient financièrement et l'accompagne quand Louis doit fuir le Dauphiné pour le Brabant. Le prince le charge notamment d'ambassades auprès du duc de Milan François Sforza.  
En 1462, Charles épouse Isabeau Gassies, fille de Bertrand, écuyer à Bordeaux, qui avait lui aussi soutenu financièrement le dauphin dans son conflit avec son père. En considération de ce mariage Louis XI désormais roi lui accorde les seigneuries de Pierrelatte en Valentinois et de Baume-de-Transit,. 
Considéré comme un « familier et favori du roi », il est nommé le 23 mars 1463 maire et comptable de Bordeaux. Il prend dans cet acte la qualité de clerc comptable, conseiller du roi, bailli du Viennois. Il subdélègue sa charge de clerc des comptes à Pierre de Suelles, puis à Antoine de Molines, et s'en démet en 1472.
En 1467, le roi lui accorde une partie des produits de la comptablie de Bordeaux, en récompenses de sommes avancées pour la fortification des côtes de Guyenne.
Il tombe en disgrâce en 1477.

## Descendance
Charles a au moins deux fils, Antoine des Astars et Jean des Astars.